# Faust: La revenja és a la sang
Faust: La revenja és a la sang (originalment en anglès, Faust: Love of the Damned) és una pel·lícula de terror de superherois espanyola en anglès del 2000 dirigida per Brian Yuzna. Està adaptada d'un guió de David Quinn i Miguel Tejada-Flores basada en el còmic homònim de Tim Vigil i David Quinn. Va ser produïda per Ted Chalmers, Carlos i Julio Fernández, Antonio González, Bea Morillas, Miguel Torrente i Brian Yuzna. Es va estrenar al Festival Internacional de Cinema Fantàstic de Sitges el 12 d'octubre de 2000. S'ha estat doblada al català per als cinemes el 2 de febrer de 2001. La pel·lícula també s'ha emès pel canal TV3 el 15 de novembre de 2003.
La pel·lícula, que va ser la primera de nou produïda pel segell Fantastic Factory de Filmax, va guanyar el premi als millors efectes especials al Festival de Sitges.

## Argument
L'artista John Jaspers (Mark Frost) ven la seva ànima al misteriós ésser anomenat "M"; Mefistòfil (Andrew Divoff) amb l'esperança de venjar la mort de la seva xicota. Jasper està deprimit i s'ha considerat el suïcidi des del moment en què els assassins van matar la seva xicota mentre anava a l'estranger il·legalment. Però abans que això succeeixi, Jasper rep la visita d'un misteriós home anomenat "M", que és un enviat especial a la Terra del Diable juntament amb l'atractiu Claire (Mónica Van Campen) i el tortuós Dr. Yamoto (Junix Inocian), que persuaden a Jasper d'unir-se amb altres per venjar-se de l'assassinat massiu dels seus éssers estimats. Tanmateix, l'acord té un cost inesperat, ja que es transforma periòdicament en un dimoni la passió del qual és la mort. En John descobreix que el pla de "M" és alliberar un monstre gegant anomenat Homunculus, obrint les portes de l'infern. En aprendre això, decideix no deixar-ho passar.

## Repartiment
La pel·lícula va ser doblada al català l'any 2001 per l'estudi Soundtrack (a Barcelona).
| Paper                         | Interprèt         | Veu catalana      |
| ----------------------------- | ----------------- | ----------------- |
| Jonathan "John" Jaspers/Faust | Mark Frost        | José Posada       |
| Jade de Camp                  | Isabel Brook      | Rosa Guillén      |
| Blue                          | Jennifer Rope     | Carme Alarcón     |
| Tinent Dan Margolies          | Jeffrey Combs     | Santi Lorenz      |
| M (Mefistòfil)                | Andrew Divoff     | Jesús Ferrer      |
| Claire                        | Mònica Van Campen | Mònica Van Campen |
| Comissari de la Marina        | Fermí Reixach     | Jaume Comas       |
| Dr Yuri Yamoto                | Junix Inocian     | Toni Moreno       |
| Hapi                          | Francisco Maestre | Amadeu Aguado     |

## Recepció
La ressenya d'AllMovie sobre la pel·lícula va ser mixta: "Mira el teu cervell a la porta i menja't aquest dolç d'ulls horripilants". Jonathan Holland de Variety ho va descriure com "entretingut d'una manera voyeurista, però també tan cursi, cru i excessiu com són". Gareth Jones, de Dread Central, el va puntuar amb 2/5 estrelles i el va anomenar "una escombraria absoluta, això és un plaer culpable". Bloody Disgusting el va puntuar amb 4/5 estrelles i va escriure que era molt millor del que s'esperava, encara que cursi i cursi en alguns punts. Patrick Naugle de DVD Verdict ho va anomenar "slop de terror de baix pressupost amb molts T&A d'interès principalment per als fans de Yuzna".

## Banda sonora
La banda sonora va ser compilada i publicada per Roadrunner Records i tenia temes notables de gèneres com el groove metal, el nu metal i el metall industrial. La cançó utilitzada com a tema de la pel·lícula va ser "Take My Scars" de Machine Head.
- "Replica" - Fear Factory
- "Loco" - Coal Chamber
- "Colas de Rata" ("Rat Tails") - Brujeria
- "Old Earth" - Sepultura
- "Everyone I Love Is Dead" - Type O Negative

- "Take My Scars" - Machine Head
- "By the River" (amb Phil Anselmo de Pantera) - Vision of Disorder
- "Chopped in Half" - Obituary
- "From the Cradle to Enslave" - Cradle of Filth
- "Bleed" (amb Fred Durst i DJ Lethal de Limp Bizkit) - Soulfly
- "Nothing's Clear" - Ill Niño
- "Asthmatic" - Spineshank
- "Choke" - Sepultura
- "Everything Is Untrue" - Amen
- "Babe" - Glassjaw
- “For Fuck's Sake” - Nailbomb
- "Sex and Violence" - Carnivore
- "Timelessness" - Fear Factory
- "The Blood, the Sweat, the Tears" - Machine Head
- "Remanufacture" - Fear Factory
- "Lady Bird" - Baby Fox
- "Def Beat" - Junkie XL
- "Breed Apart" - Sepultura